# Брієнцьке озеро
Брієнцьке озеро (нім. Brienzersee) — озеро безпосередньо на північній межі Швейцарських Альп, в Бернському Високогір'ї — у швейцарському кантоні Берн.

## Опис
Брієнцьке озеро має довжину бл. 14 км, ширину 2,8 км та видовжене зі сходу на захід. Через те, що озеро утворилося в льодовиковій долині та оточене горами, воно фактично не має мілководдя — схили гір продовжуються і під водою, а максимальна глибина складає 260 м.
Площа його поверхні становить 29,8 км², а дзеркало води має висоту 564 м.н.м. У озеро впадає верхів'я річки Ааре (зі східного кінця) та річка Лючіне, яка тече з долин Грінделвальд та Лаутербруннен (на південнозахідному кінці). На західному кінці з озера витікає річка Ааре, яка через декілька кілометрів впадає в озеро Тун. Найвищою точкою басейну озера є вершина Фінстераархорн (4 274 м.н.м).
Містечко Брієнц, від якого озеро отримало свою назву, розташовано зі східного кінця. На заході озеро закінчується так званим «Бьоделі», пласкою рівниною між горами, яка відділяє озеро Бріенц від сусіднього озера Тун. Ці два озера колись були одним озером Вендель, але десь бл. 1000 року наноси мулу завершили створення «Бьоделі», яка розділила їх.
Селище Бьоніген розташовано на березі озера з боку «Бьоделі», а більше місто Інтерлакен розташовано на відрізку річки Ааре між двома озерами. Селище Ізельтвальд розташовано на південному березі озера, а Рінггенберг, Оберрід та Нідеррід — на північному.
Озеро достатньо бідне на поживні речовини, а тому рибальство не є для нього важливим. А от пасажирські кораблі діють на озері з 1839 року, на поточним момент їх там п'ять (у тому числі один пароплав, побудований в 1914 році, який здійснює лише літні рейси). Оператором кораблів є місцева залізнична компанія BLS AG, а маршрут поєднує залізничний вокзал Інтерлакен Ост, до якого кораблі заходять по 1,3 км навігаційному відрізку річки Ааре, з Брієнцом та іншими поселеннями довкола озера. Кораблі також зупиняються у підніжжя історичного фунікулера Гіссбах, який піднімається до видовищного водоспаду Гісбах (нім. Giessbach) та розкішного готелю, розташованого біля нього.
Брюнізька залізниця проходить вздовж північного берега озера, як і місцева автомобільна дорога, а автобан A8 прокладено над південним берегом та частково сховано в тунелі.

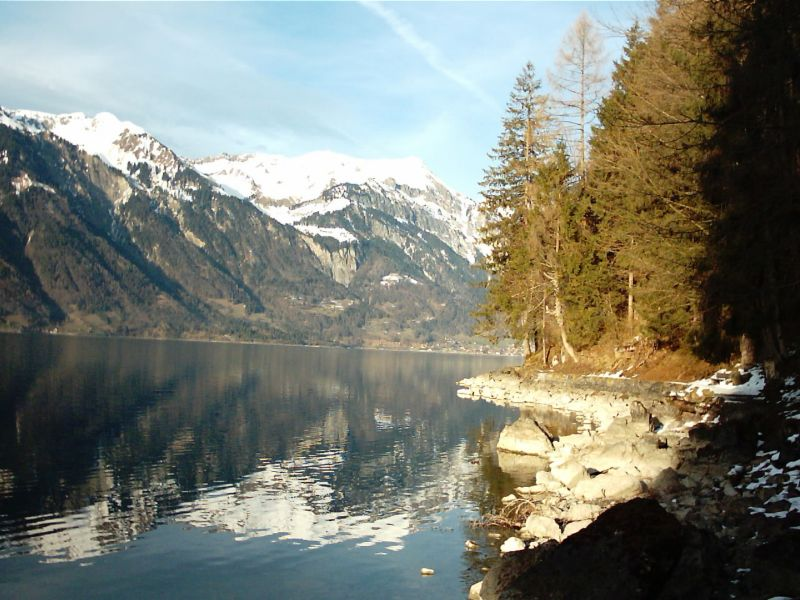
Озеро взимку
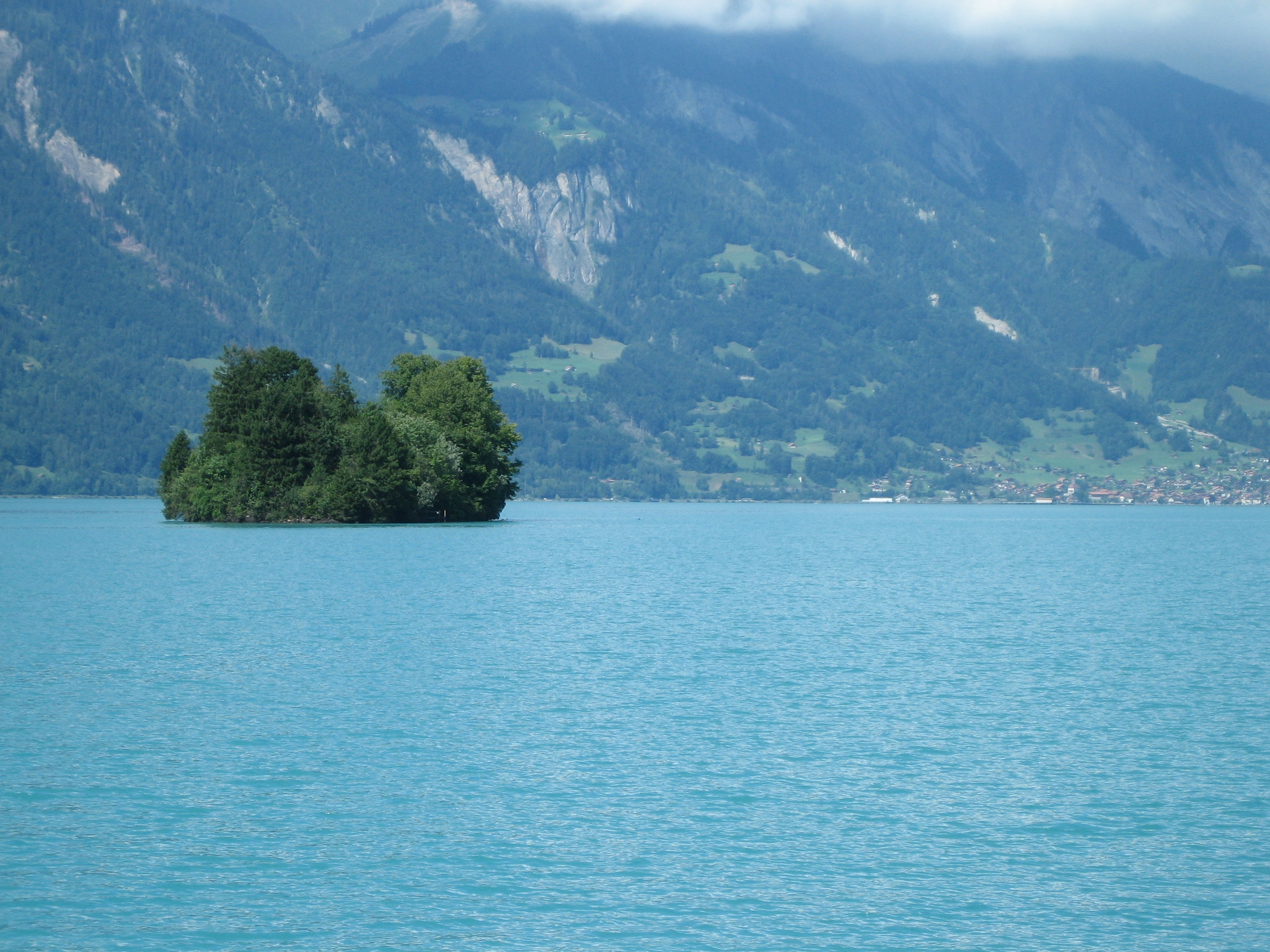
Острівець
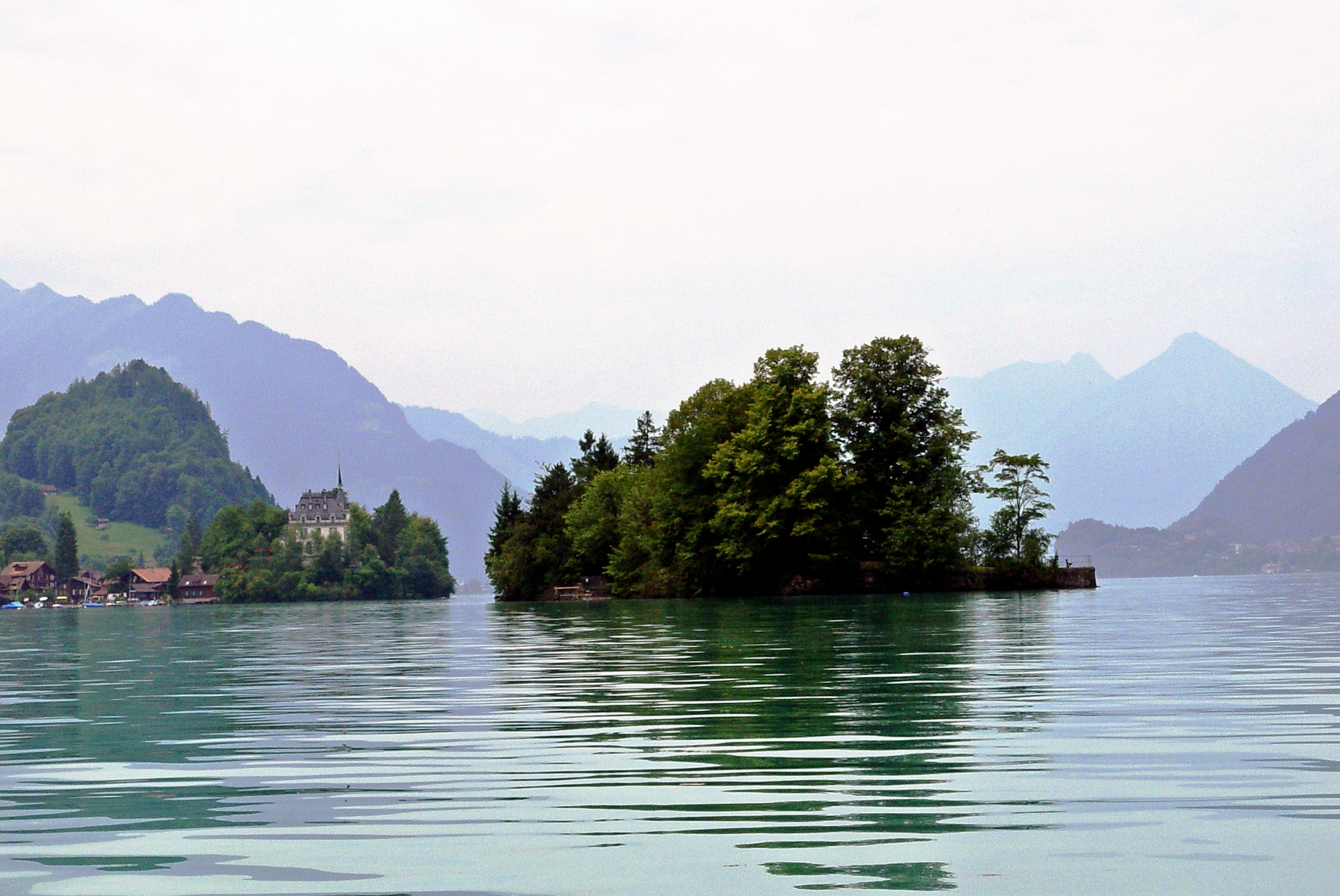
Вид на острів та Ізельтвальд зліва
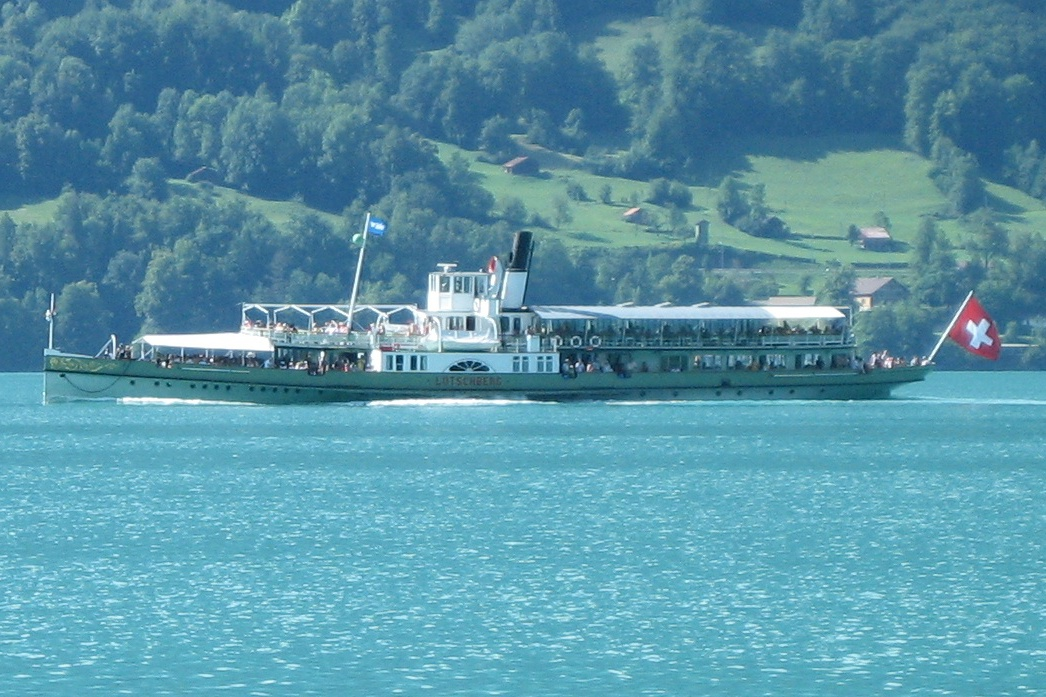
Пароплав «Льотчберг»
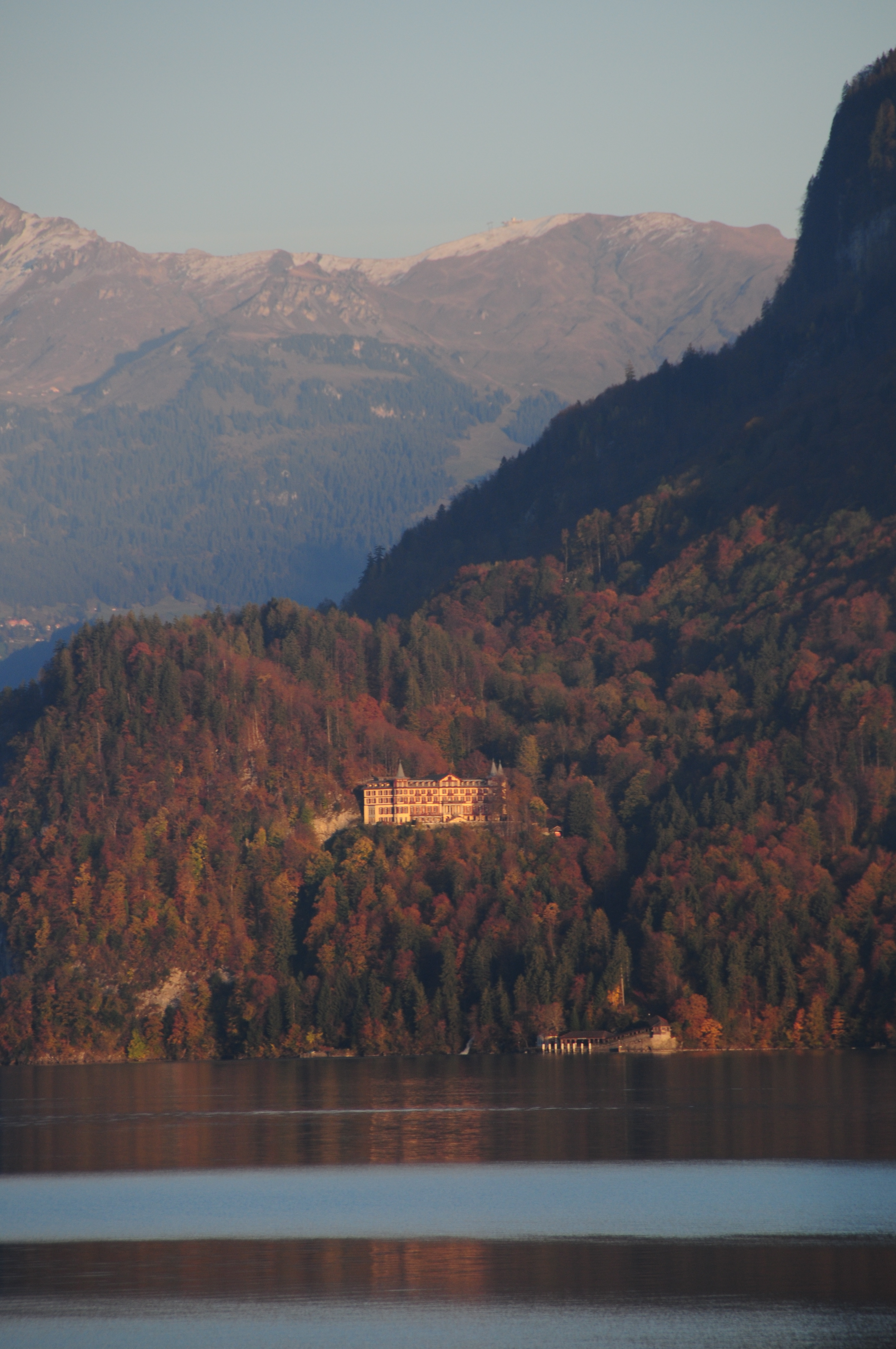
Вид з озера на Грандотель Гісбах

## Цікаво
У Брієнцькому озері в 1948-49 роках було затоплено 280 тон боєприпасів, які швейцарська армія визначила непотрібними після Другої світової війни та небезпечними для зберігання. Аналогічні події відбулись і в ряді інших озер Швейцарії в 1940-1960-ті роки (всього було затоплено понад 8 000 тон амуніції).